# Christophersen (Santa Fé)
Christophersen é uma comuna da província de Santa Fé, na Argentina.